# Письменский поселковый совет
Письменский поселковый совет (укр. Письменська селищна рада) — входит в состав Васильковского района Днепропетровской области
Украины.
Административный центр поселкового совета находится в пгт Письменное.

## Населённые пункты совета
- пгт Письменное
- с. Вербовское
- с. Возвратное
- с. Воронежское
- с. Дибровка
- с. Зелёный Гай
- с. Ивановское
- с. Лубянцы
- с. Новоивановка
- с. Рубановское
- с. Солонцы
- с. Тихое
- с. Шевченковское